# Cast Away (album)
Albums de Visions of Atlantis
Eternal Endless Infinity
(2002) Trinity
(2007)
Singles
Cast Away est le deuxième album du groupe de power metal symphonique Visions of Atlantis, sorti en 2004. C'est le dernière album avec Nicole Bogner.

## Accueil
Metal Hammer Germany déclare que l'album est arrangé de façon plutôt simple et moins spectaculaire que les sorties contemporaines de Nightwish ou Within Temptation. Certains refrains et intros de Cast Away ont même été critiqués comme étant presque kitsch. La critique était cependant positive sur l'évolution de la chanteuse Nicole Bogner depuis l'album précédent.
Selon Allmusic " l'album était un mélange indécis de Nightwish et d'Evanescence". Ils écrivirent que le chant lyrique de Nicole Bogner et la performance "orientée pop" de Mario Plank ont fait perdre au groupe son identité musicale mais l'ont également ouvert à un public plus large.
Le Sonic Seducer a livré une critique positive, marquant une qualité de performance accrue depuis le premier album du groupe. Le critique a salué les arrangements sonores symphoniques et la voix de Mezzo-soprano de Bogner.

## Pistes
| No  | Titre                  | Durée |
| --- | ---------------------- | ----- |
| 1.  | Send Me a Light        | 4:38  |
| 2.  | Cast Away              | 4:38  |
| 3.  | Lost                   | 3:58  |
| 4.  | Realm of Fantasy       | 3:58  |
| 5.  | Pharaoh's Repentance   | 4:27  |
| 6.  | Winternight            | 5:37  |
| 7.  | State of Suspense      | 4:42  |
| 8.  | Lemuria                | 3:41  |
| 9.  | Last Shut of Your Eyes | 4:56  |
| 10. | Lost (Music Video)     | 3:55  |

## Crédits
Alex Krull (Narrateur), UE Nastasi (Mastering), Eric Philippe (Artwork), Eric Philippe (Design de la pochette), Eric Philippe (Logo) et Toni Härkönen (Photographie)   

## Membres
- Thomas Caser – batterie
- Nicole Bogner – chant
- Mario Plank – chant
- Miro Holly – clavier
- Werner Fiedler – guitars
- Michael Koren – bass